# Delimitazione nazionale nell'Unione Sovietica
La Delimitazione nazionale nell'Unione delle Repubbliche Socialiste Sovietiche è stato il processo di specificazione delle unità territoriali nazionali (Repubbliche Socialiste Sovietiche - RSS, Repubbliche Socialiste Sovietiche Autonome - RSSA, Oblast' Autonome (province), Rajon (Distretti) e Okrug) basato sulla diversità etnica dell'Unione delle Repubbliche Socialiste Sovietiche (URSS) e delle sue sub-regioni. Il termine in lingua russa che descrive tale politica statale sovietica era razmezhevanie (in russo национально-территориальное размежевание?, nacional'no-territorial'noe razmeževanie) che è variamente tradotto in letteratura come "Delimitazione nazionale territoriale" (DNT), "demarcazione" o "partizione". La delimitazione nazionale faceva parte di un più ampio processo di cambiamento della divisione amministrativo-territoriale, che modificava anche i confini delle unità territoriali, ma non era necessariamente legata a considerazioni nazionali o etniche. La delimitazione nazionale nell'URSS era distinta dalla costruzione della nazione (in russo национальное строительство?), che si riferiva tipicamente alle politiche e alle azioni attuate dal governo di un'unità territoriale nazionale (uno stato-nazione) dopo la delimitazione. Nella maggior parte dei casi, la delimitazione nazionale nell'URSS era seguita dalla korenizatsiya ("korenizzazione" o "indigenizzazione").

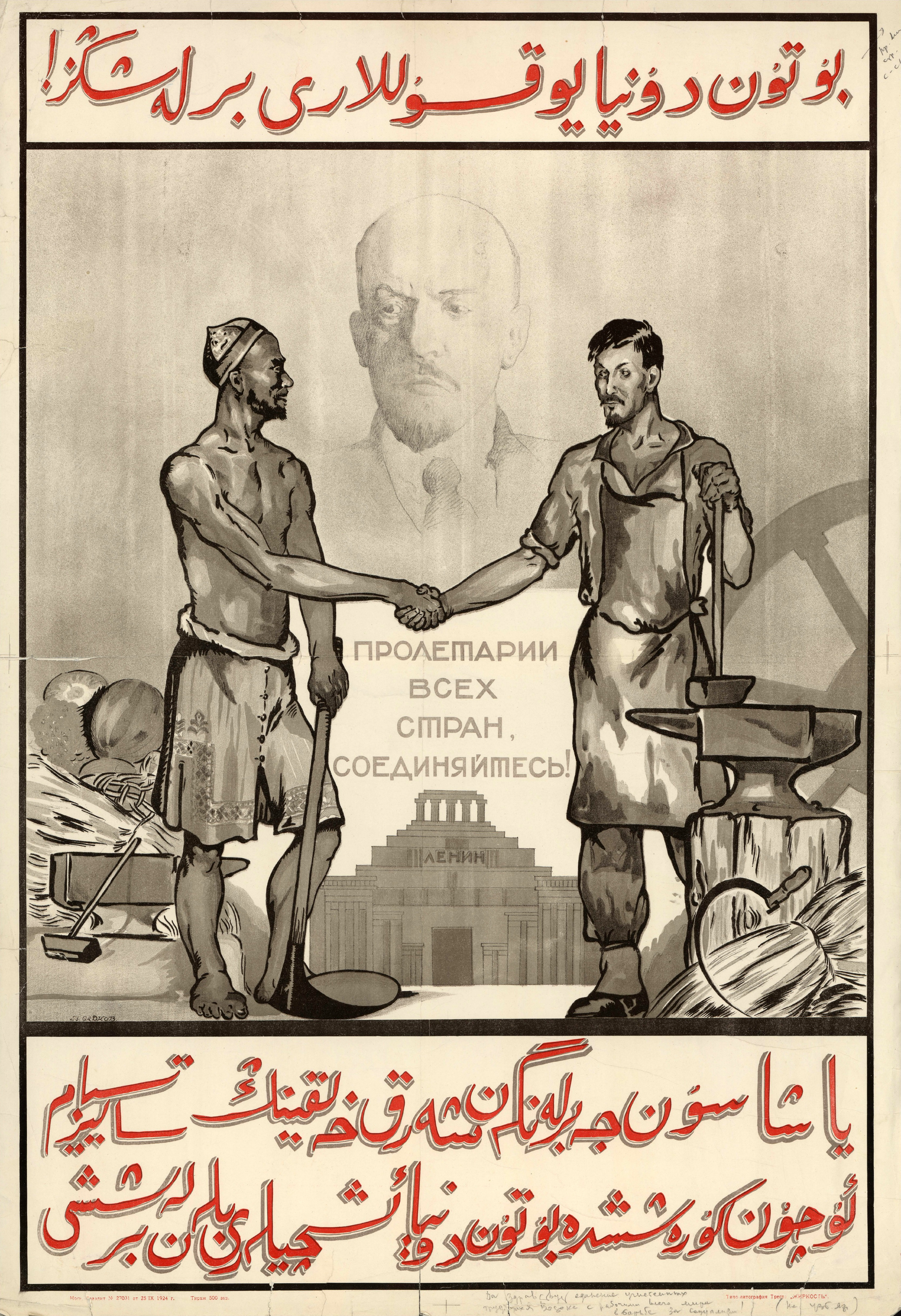
"Lunga vita all'unità dei lavoratori oppressi dell'Est con i lavoratori di tutto il mondo nella lotta per il socialismo!", un poster del 1924 in lingua uzbeca

## Politiche di delimitazione nazionale nell'Unione Sovietica
Prima del 1917 la Russia era uno stato imperiale, non una nazione. Nelle elezioni della Duma del 1905 i partiti nazionalisti ricevettero solo il 9% di tutti i voti. I molti gruppi etnici non russi che abitavano l'impero russo erano classificati come inorodcy. Dopo la Rivoluzione di febbraio, gli atteggiamenti riguardanti questo argomento cominciarono a cambiare. All'inizio del 1917, una pubblicazione socialista rivoluzionaria chiamata Delo Naroda, n. 5 chiese che la Russia venisse trasformata in uno stato federale sulla falsariga degli Stati Uniti. Nello specifico, all'interno di questo stato federale sarebbero state create delle unità costitutive separate per le varie regioni e i gruppi etnici della Russia (come la Piccola Russia, la Georgia, la Siberia e il Turkestan).
La Russia sovietica che subentrò al posto dell'Impero russo nel 1917 non era uno stato-nazione, e la leadership sovietica fu impegnata a trasformare il proprio paese in un tale stato. All'inizio del periodo sovietico, anche l'assimilazione volontaria fu attivamente scoraggiata e si tentò di promuovere l'autocoscienza nazionale delle popolazioni non russe. Ogni minoranza etnica ufficialmente riconosciuta, per quanto piccola, riceveva il proprio territorio nazionale dove godeva di un certo grado di autonomia, scuole nazionali ed élite nazionali. Insieme al territorio nazionale arrivavano una lingua nazionale scritta (se mancava), la pianificazione linguistica nazionale, la stampa in lingua madre e libri scritti nella lingua madre, insieme alle istituzioni culturali come i teatri. Gli atteggiamenti nei confronti di molte minoranze etniche cambiarono radicalmente negli anni '30 e '40 sotto la guida di Iosif Stalin (nonostante le sue stesse radici etniche georgiane) con l'avvento di una politica repressiva che prevedeva l'abolizione delle istituzioni nazionali, le deportazioni etniche, il terrore nazionale e la russificazione (principalmente verso coloro che avevano legami etnici transfrontalieri con stati-nazione stranieri negli anni '30 o che furono compromessi dal punto di vista di Stalin durante la Grande Guerra Patriottica negli anni '40), sebbene la costruzione della nazione spesso continuasse contemporaneamente per altri. Dopo l'istituzione dell'Unione Sovietica all'interno dei confini dell'ex Impero russo, il governo bolscevico avviò il processo di delimitazione nazionale e di costruzione della nazione, che perdurò negli anni '20 e per la maggior parte degli anni '30. Il progetto tentò di costruire nazioni dai numerosi gruppi etnici nell'Unione Sovietica. La definizione di una nazione o di un gruppo etnico politicamente consapevole era di per sé una questione politicamente carica nell'Unione Sovietica. Nel 1913 Stalin, nella sua opera Il marxismo e la questione nazionale, che in seguito divenne la pietra angolare della politica sovietica nei confronti delle nazionalità, definì una nazione come "una comunità stabile, storicamente costituita, di lingua, di territorio, di vita economica e di formazione psichica, che si traduce nella comunità di cultura.” Molte delle nazionalità o comunità soggette all'Impero russo non soddisfacevano completamente questi criteri. Non solo le diversità culturali, linguistiche, religiose e tribali rendevano difficile il processo, ma anche la mancanza di una coscienza politica etnica tra le persone era un grosso ostacolo. Il processo si basava sulla Dichiarazione dei diritti dei popoli della Russia, adottata dal governo bolscevico il 15 novembre 1917, subito dopo la Rivoluzione d'ottobre, che riconosceva l'uguaglianza e la sovranità di tutti i popoli della Russia, il loro diritto alla libera autodeterminazione, fino alla secessione inclusa e alla creazione di uno Stato indipendente, la libertà di religione e il libero sviluppo delle minoranze nazionali e dei gruppi etnici sul territorio della Russia.
L'Unione Sovietica (o più formalmente l'URSS - l'Unione delle Repubbliche Socialiste Sovietiche) fu fondata nel 1922 come una federazione di nazionalità, che arrivò a comprendere alla fine 15 territori nazionali principali, ciascuno organizzato come una repubblica a livello di Unione (Repubblica Socialista Sovietica o RSS). Tutte le 15 repubbliche nazionali, create tra il 1917 e il 1940, avevano costituzionalmente eguali diritti e uguale posizione nella struttura formale del potere statale. La più grande delle 15 repubbliche, a Russia, era etnicamente la più diversificata e fin dall'inizio fu costituita come RSFSR, la Repubblica Socialista Federativa Sovietica Russa, una federazione all'interno di una federazione. La RSFS Russa era divisa all'inizio degli anni '20 in circa 30 territori etnici autonomi (Repubbliche Socialiste Sovietiche Autonome - RSSA e Oblast' autonome), molte delle quali esistono ancora oggi come repubbliche etniche all'interno della Federazione Russa. C'era anche un gran numero di territori etnici di livello inferiore, come i distretti nazionali e i soviet nazionali a livello di villaggio. Il numero esatto di RSSA e Oblast' autonome variava nel corso degli anni quando venivano create nuove entità mentre quelle vecchie passavano da una forma all'altra, trasformate in repubbliche a livello di Unione (ad esempio, la RSS Kazaka, la RSS Kirghisa creata nel 1936, la RSS Moldava creata nel 1940), oppure erano assorbite in territori più ampi (ad esempio, la RSSA di Crimea assorbita nella RSFSR nel 1945 e la RSSA Tedesca del Volga assorbita nella RSFSR nel 1941).
| Repubblica | Repubblica     | Mappa delle Repubbliche dell'Unione tra il 1956 e il 1991 |
| ---------- | -------------- | --------------------------------------------------------- |
| 1          | RSFS Russa     |                                                           |
| 2          | RSS Ucraina    |                                                           |
| 3          | RSS Bielorussa |                                                           |
| 4          | RSS Uzbeka     |                                                           |
| 5          | RSS Kazaka     |                                                           |
| 6          | RSS Georgiana  |                                                           |
| 7          | RSS Azera      |                                                           |
| 8          | RSS Lituana    |                                                           |
| 9          | RSS Moldava    |                                                           |
| 10         | RSS Lettone    |                                                           |
| 11         | RSS Kirghisa   |                                                           |
| 12         | RSS Tagika     |                                                           |
| 13         | RSS Armena     |                                                           |
| 14         | RSS Turkmena   |                                                           |
| 15         | RSS Estone     |                                                           |

Il primo censimento demografico dell'URSS del 1926 elencava 176 nazionalità distinte. Eliminando i dettagli eccessivi (ad esempio, quattro gruppi etnici per gli ebrei e cinque gruppi etnici per i georgiani) e omettendo i gruppi etnici molto piccoli, l'elenco era condensato in 69 nazionalità. Queste 69 nazionalità vivevano in 45 territori delimitati a livello nazionale, comprese 16 repubbliche a livello di Unione (RSS) per le nazionalità principali, 23 regioni autonome (18 RSSA e 5 oblast' autonome) per le altre nazionalità all'interno della RSFS Russa e 6 regioni autonome all'interno di altre Repubbliche a livello di Unione (una nella RSS Uzbeka, una nella RSS Azera, una nella RSS Tagika e tre nella RSS Georgiana).
Territori nazionali autonomi di livello superiore nell'Unione Sovietica
| Repubblica ospitante | Nazione titolare | Repubbliche autonome       | Data di creazione                                | Nazionalità titolari                                                               | Oblast' autonome                                              | Data di creazione | Nazioni titolari   |
| -------------------- | ---------------- | -------------------------- | ------------------------------------------------ | ---------------------------------------------------------------------------------- | ------------------------------------------------------------- | ----------------- | ------------------ |
| RSFS Russa           | Russi            | RSSA di Baschiria          | 1919                                             | Baschiri                                                                           | Oblast' autonoma di Adighezia                                 | 1922              | Adighè             |
| RSFS Russa           | Russi            | RSSA di Buriazia           | 1923                                             | Buriati                                                                            | Oblast' autonoma di Gorno-Altaj (Oblast' oirata fino al 1948) | 1922              | Altaici            |
| RSFS Russa           | Russi            | RSSA di Cecenia-Inguscezia | 1936                                             | Ceceni e Ingusci                                                                   | Oblast' autonoma ebraica                                      | 1934              | Ebrei              |
| RSFS Russa           | Russi            | RSSA Ciuvascia             | 1925                                             | Ciuvasci                                                                           | Oblast' autonoma di Karačaj-Circassia                         | 1922              | Carachi e Circassi |
| RSFS Russa           | Russi            | RSSA di Crimea             | 1921–1945                                        | Tatari di Crimea                                                                   | Oblast' autonoma chakassa                                     | 1930              | Chakassi           |
| RSFS Russa           | Russi            | RSSA del Daghestan         | 1921                                             | Agul, Avari, Dargin, Cumucchi, Laki, Lezgini, Nogai, Rutuli, Tabasarani, e Tsakhur |                                                               |                   |                    |
| RSFS Russa           | Russi            | RSSA di Cabardino-Balcaria | 1921                                             | Cabardi e Balcari                                                                  |                                                               |                   |                    |
| RSFS Russa           | Russi            | RSSA di Calmucchia         | 1935                                             | Calmucchi                                                                          |                                                               |                   |                    |
| RSFS Russa           | Russi            | RSSA di Carelia            | 1923                                             | Careliani                                                                          |                                                               |                   |                    |
| RSFS Russa           | Russi            | RSSA dei Komi              | 1921                                             | Komi                                                                               |                                                               |                   |                    |
| RSFS Russa           | Russi            | RSSA dei Mari              | 1920                                             | Mari                                                                               |                                                               |                   |                    |
| RSFS Russa           | Russi            | RSSA di Mordovia           | 1930                                             | Mordvini                                                                           |                                                               |                   |                    |
| RSFS Russa           | Russi            | RSSA dell'Ossezia del Nord | 1924                                             | Osseti                                                                             |                                                               |                   |                    |
| RSFS Russa           | Russi            | RSSA di Udmurtia           | 1920                                             | Udmurti                                                                            |                                                               |                   |                    |
| RSFS Russa           | Russi            | RSSA Tedesca del Volga     | 1918–1941                                        | Tedeschi del Volga                                                                 |                                                               |                   |                    |
| RSFS Russa           | Russi            | RSSA Tatara                | 1920                                             | Tatari                                                                             |                                                               |                   |                    |
| RSFS Russa           | Russi            | RSSA del Turkestan         | 1918–1924                                        | Popoli turchi dell'Asia centrale                                                   |                                                               |                   |                    |
| RSFS Russa           | Russi            | RSSA di Tuva               | 1961                                             | Tuvani                                                                             |                                                               |                   |                    |
| RSFS Russa           | Russi            | RSSA Jakuta                | 1922                                             | Jakuti                                                                             |                                                               |                   |                    |
| Georgia              | Georgiani        | RSSA di Abcasia            | 1931 (RSS d'Abcasia 1921–1931)                   | Abcasi                                                                             | Oblast' autonoma dell'Ossezia del Sud                         | 1922              | Osseti             |
| Georgia              | Georgiani        | RSSA d'Agiaria             | 1921                                             | Agiari                                                                             |                                                               |                   |                    |
| Azerbaigian          | Azeri            | RSSA di Naxçıvan           | 1920                                             |                                                                                    | Oblast' autonoma del Nagorno Karabakh                         | 1923              | Armeni             |
| Ucraina              | Ucraini          | RSSA Moldava               | 1924–1940                                        | Moldavi                                                                            |                                                               |                   |                    |
| Ucraina              | Ucraini          | RSSA di Crimea             | 1991                                             | non definite                                                                       |                                                               |                   |                    |
| Uzbekistan           | Uzbeki           | RSSA Karakalpaka           | 1925 (Oblast' autonoma karakalpaka fino al 1932) | Karakalpaki                                                                        |                                                               |                   |                    |
| Tagikistan           | Tagiki           |                            |                                                  |                                                                                    | Oblast' autonoma di Gorno-Badakhshan                          | 1929              | Pamiri             |

Mappa che mostra le repubbliche etniche della Federazione Russa (2008) succedute ai territori nazionali della RSFS Russa (pre-1990)
| |  |  |
| 1. Adighezia 2. Altaj 3. Baschiria 4. Buriazia 5. Daghestan 6. Inguscezia 7. Cabardino-Balcaria 1. Calmucchia 2. Karačaj-Circassia 3. Carelia 4. Komi 5. Mari El 6. Mordovia 7. Sacha (Jacuzia) 1. Ossezia del Nord-Alania 2. Tatarstan 3. Tuva 4. Udmurtia 5. Chakassia 6. Cecenia 7. Ciuvascia |  |  |

Nonostante la politica generale di concedere territori nazionali a tutti i gruppi etnici, diverse nazionalità negli anni '20 e '30 rimasero senza i propri territori. In molti casi questi gruppi erano o ampiamente dispersi, o queste minoranze erano concentrate in aree già designate come repubblica nazionale per un gruppo diverso. Ad esempio polacchi ed ebrei (che erano considerati una nazionalità) rappresentavano fino a un terzo della popolazione in alcune aree della RSS Ucraina o della RSS Bielorussa o quasi la metà della popolazione in alcune città e paesi, ma non era stata creata alcuna entità territoriale specifica (anche se nel 1934 fu fondata un'oblast' autonoma ebraica nell'Estremo Oriente russo). Per gli ebrei in gran parte di lingua yiddish in queste aree, furono attuate varie politiche come la designazione dello yiddish come lingua ufficiale della RSS Bielorussa e un corrispondente sistema di istruzione pubblica nazionale in yiddish, insieme alla promozione della letteratura e del teatro yiddish sia in queste aree che nelle più grandi città russe. Altre minoranze includevano bulgari, greci, ungheresi, rom, uiguri, coreani e gagauzi (oggi i gagauzi vivono in un'area compatta conosciuta come Gagauzia nel sud della Moldova, dove godono di una certa autonomia). I tedeschi del Volga persero il loro territorio nazionale con lo scoppio della seconda guerra mondiale nel 1941. I popoli del nord non avevano né repubbliche autonome né oblast' autonome, ma dagli anni '30 furono organizzati in 10 circondari nazionali (okrug), come il Circondario autonomo della Čukotka, il Circondario autonomo dei Coriacchi, il Circondario autonomo dei Nenec e altri.
Oltre alle repubbliche nazionali, alle oblast' e agli okrug, furono istituiti diverse centinaia di distretti nazionali (con una popolazione compresa tra 10.000 e 50.000) e diverse migliaia di municipalità nazionali (da 500 a 5.000 abitanti). In alcuni casi questa politica richiese il reinsediamento volontario o forzato in entrambe le direzioni per creare una popolazione compatta. L'immigrazione di gruppi etnici transfrontalieri e il ritorno di emigrati non russi nell'Unione Sovietica durante la Nuova politica economica, sebbene percepiti come una facile copertura per lo spionaggio, non fu scoraggiata e procedette abbastanza attivamente, contribuendo alla costruzione della nazione.
La paura sovietica dell'influenza straniera prese slancio da sporadiche rivolte di guerriglia etnica lungo l'intera frontiera sovietica negli anni '20. Il governo sovietico era particolarmente preoccupato per la lealtà delle popolazioni finlandese, polacca e tedesca. Tuttavia, nel luglio 1925 le autorità sovietiche si sentivano abbastanza sicure e, per proiettare l'influenza sovietica verso l'esterno, sfruttando i legami etnici transfrontalieri, concessero alle minoranze nazionali nelle regioni di confine maggiori privilegi e diritti nazionali rispetto a quelle nelle regioni centrali. Questa politica fu attuata con particolare successo nella RSS Ucraina, che in un primo momento riuscì ad attirare la popolazione polacca di Kresy. Tuttavia, alcuni comunisti ucraini rivendicarono le regioni vicine anche dalla RSFS Russa.

## Delimitazione nazionale nell'Asia centrale

### Ratio
La Russia aveva conquistato l'Asia centrale nel XIX secolo annettendo i khanati precedentemente indipendenti di Kokand e Khiva e l'Emirato di Bukhara. Dopo che i comunisti presero il potere nel 1917 e crearono l'Unione Sovietica, si decise di dividere l'Asia centrale in repubbliche su base etnica in un processo noto come Delimitazione nazionale territoriale (abbreviato DNT). Ciò era in linea con la teoria comunista secondo cui il nazionalismo era un passo necessario sulla strada verso una società finalmente comunista, e con la definizione di Iosif Stalin di nazione come: "una comunità stabile, storicamente costituita, di lingua, di territorio, di vita economica e di formazione psichica, che si traduce nella comunità di cultura".
La DTN è comunemente descritta come nient'altro che un cinico esercizio di divide et impera, un tentativo deliberatamente machiavellico di Stalin di mantenere l'egemonia sovietica sulla regione dividendo artificialmente i suoi abitanti in nazioni separate e con confini deliberatamente tracciati in modo da lasciare le minoranze all'interno di ciascuno stato. Sebbene in effetti la Russia fosse preoccupata per la possibile minaccia del nazionalismo panturco, come espressa ad esempio con la rivolta dei basmachi degli anni '20, un'analisi più approfondita informata dalle fonti primarie dipinge un quadro molto più sfumato di quanto comunemente presentato.
I sovietici miravano a creare repubbliche etnicamente omogenee. Tuttavia molte aree erano etnicamente miste (soprattutto la valle di Fergana) e spesso si rivelò arduo assegnare un'etichetta etnica "corretta" ad alcuni popoli (ad esempio il misto tagico-uzbeko Sart, o le varie tribù turkmene/uzbeke lungo l'Amu Darya). Le élite nazionali locali spesso sostennero con forza (e in molti casi sopravvalutarono) la loro causa e i russi erano spesso costretti a giudicare tra loro, oltre ad essere ulteriormente ostacolati dalla mancanza di conoscenze specialistiche e dalla scarsità di dati etnografici accurati o aggiornati sulla regione.   Inoltre, la DNT mirava anche a creare entità "vitali", tenendo conto anche delle questioni economiche, geografiche, agricole e infrastrutturali, che spesso prevalevano su quelle etniche. Il tentativo di bilanciare questi obiettivi contraddittori all'interno di un quadro nazionalista complessivo si rivelò estremamente difficile e spesso impossibile, con il risultato di disegnare confini spesso tortuosamente contorti, con più enclavi e l'inevitabile creazione di grandi minoranze che finivano per vivere nella repubblica "sbagliata". Inoltre, i sovietici non concepirono mai che tali confini diventassero frontiere internazionali.

Asia centrale sovietica nel 1922 prima della delimitazione nazionale

### Creazione delle nuove RSS e delle regioni autonome
La DTN dell'area lungo linee etniche era stato proposta già nel 1920. A quel tempo l'Asia centrale era costituita da due Repubbliche socialiste sovietiche autonome (RSS) all'interno della RSFS Russa: la RSSA del Turkestan, creata nell'aprile 1918 e che comprendeva gran parte di quelli che oggi sono il Kazakistan meridionale, l'Uzbekistan e il Tagikistan, nonché il Turkmenistan) e la Repubblica Socialista Sovietica Autonoma Kirghisa (RSSA Kirghisa, RSSA del Kirgizistan sulla mappa), che era stata creata il 26 agosto 1920 nel territorio approssimativamente coincidente con la parte settentrionale dell'odierno Kazakistan (a quel tempo i kazaki erano indicati come "kirghisi" e coloro che sono oggi i kirghisi erano considerati un sottogruppo dei kazaki e indicati come 'kara-kirghisi' ovvero 'neri kirghisi'). Vi erano anche le due "repubbliche" successorie, l'Emirato di Bukhara e il Khanato di Khiva, che furono trasformate nelle Repubbliche Sovietiche Popolari di Corasmia e Bukhara, dopo l'acquisizione da parte dell'Armata Rossa nel 1920.
Il 25 febbraio 1924 il Politburo e il Comitato Centrale dell'Unione Sovietica annunciarono che avrebbe proceduto con la DTN in Asia centrale. Il processo doveva essere supervisionato da un comitato speciale dell'Ufficio dell'Asia centrale, con tre sottocomitati per ciascuna delle principali nazionalità della regione (kazaki, turkmeni e uzbeki), con un lavoro successivo estremamente rapido. Sussistettero piani iniziali per mantenere possibilmente le Repubbliche Popolari sovietiche di Corasmia e Bukhara, ma nell'aprile 1924 fu deciso di dividerle, a causa dell'opposizione spesso vocale dei loro partiti comunisti locali. Il partito comunista di Corasmia, in particolare, era riluttante a distruggere la Repubblica Popolare e fu messo alle strette per votare per il proprio scioglimento nel luglio di quell'anno.
La RSS del Turkestan fu ufficialmente divisa in due Repubbliche Socialiste Sovietiche (RSS): la RSS Turkmena e la RSS Uzbeka. La RSS Turkmena corrispondeva all'incirca ai confini dell'odierno Turkmenistan e fu creata come la "casa" per i turkmeni dell'Asia centrale sovietica. Le repubbliche sovietiche popolari di Bukhara e Corasmia furono in gran parte assorbite dalla RSS Uzbeka, che comprendeva anche altri territori abitati da uzbeki oltre a quelli abitati dai tagiki etnici. Allo stesso tempo, venne creata la RSSA Tagika all'interno della RSS Uzbeka per la popolazione etnica tagika e, nel maggio 1929, fu separata dalla RSS Uzbeka ed elevata allo status di Repubblica Socialista Sovietica a pieno titolo (la RSS Tagika).   La RSS Kirghisa (l'odierno Kirghizistan) fu creata solo nel 1936; tra il 1929 e il 1936 esistette come Oblast' autonoma kara-kirghisa (provincia) all'interno della RSFS Russa. In quel periodo (5 dicembre 1936) fu creata anche la RSS Kazaka. Quest'ultima modifica amministrativa completò così il processo di delimitazione nazionale dell'Asia centrale sovietica in cinque Repubbliche socialiste sovietiche che nel 1991 sarebbero diventate cinque stati indipendenti.
Dibattiti particolarmente aspri accompagnarono la spartizione delle RSS degli uzbeki e tagiki nel 1929, concentrandosi in particolare sullo status delle città di Bukhara, Samarcanda e della regione di Surxondaryo, che avevano tutte popolazioni considerevoli di tagiki, se non dominanti. La decisione finale negoziata dai partiti uzbeko e tagiko, non senza un forte coinvolgimento del Partito Comunista, lasciò questi tre territori in gran parte popolati da tagiki all'interno della RSS Uzbeka popolata da popoli turchi. La RSS Tagika fu creata il 5 dicembre 1929 come sede della maggior parte dei tagiki etnici nell'Asia centrale sovietica all'interno dei confini dell'attuale Tagikistan.

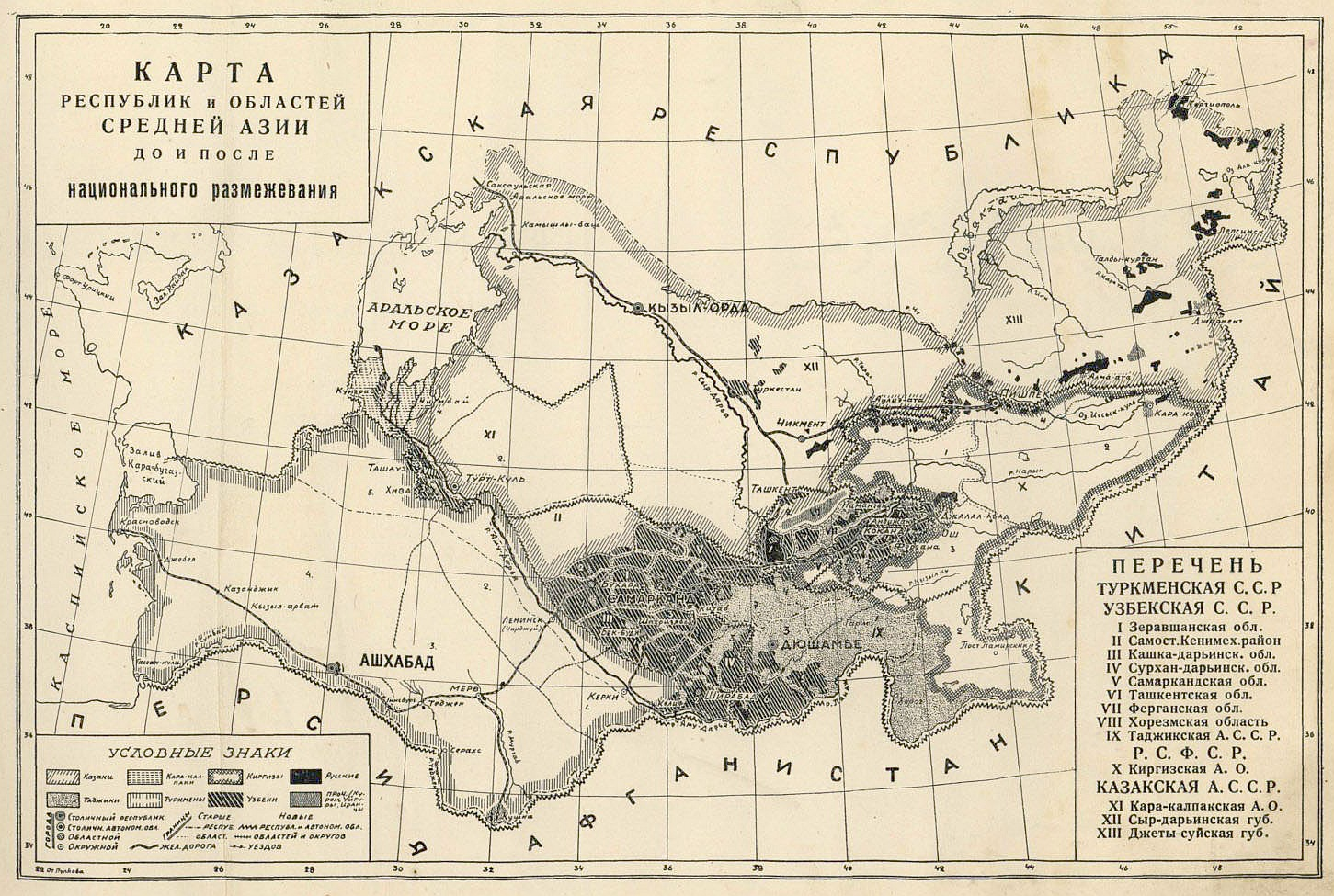
Delimitazione nazionale in Asia centrale 1924-1925

## Costruzione della nazione per le minoranze etniche
Negli anni '20 e '30, la politica di delimitazione nazionale, che assegnò i territori nazionali a gruppi etnici e nazionalità, fu seguita dalla costruzione della nazione, con l'intento di creare una gamma completa di istituzioni nazionali all'interno di ciascun territorio nazionale. Ad ogni minoranza etnica ufficialmente riconosciuta, per quanto piccola, veniva concesso un proprio territorio nazionale dove godeva di un certo grado di autonomia, oltre alle élite nazionali. Veniva sviluppata una lingua nazionale scritta (se mancava) implementata da una pianificazione linguistica nazionale, dove venivano formati insegnanti madrelingua e l'istituzione di scuole nazionali. Ciò era sempre accompagnato dalla stampa di libri scritti nella lingua madre, insieme ad altri aspetti della vita culturale. Le élite nazionali furono incoraggiate a sviluppare e assumere le principali posizioni amministrative e di partito, a volte in proporzioni superiori a quella della popolazione nativa.

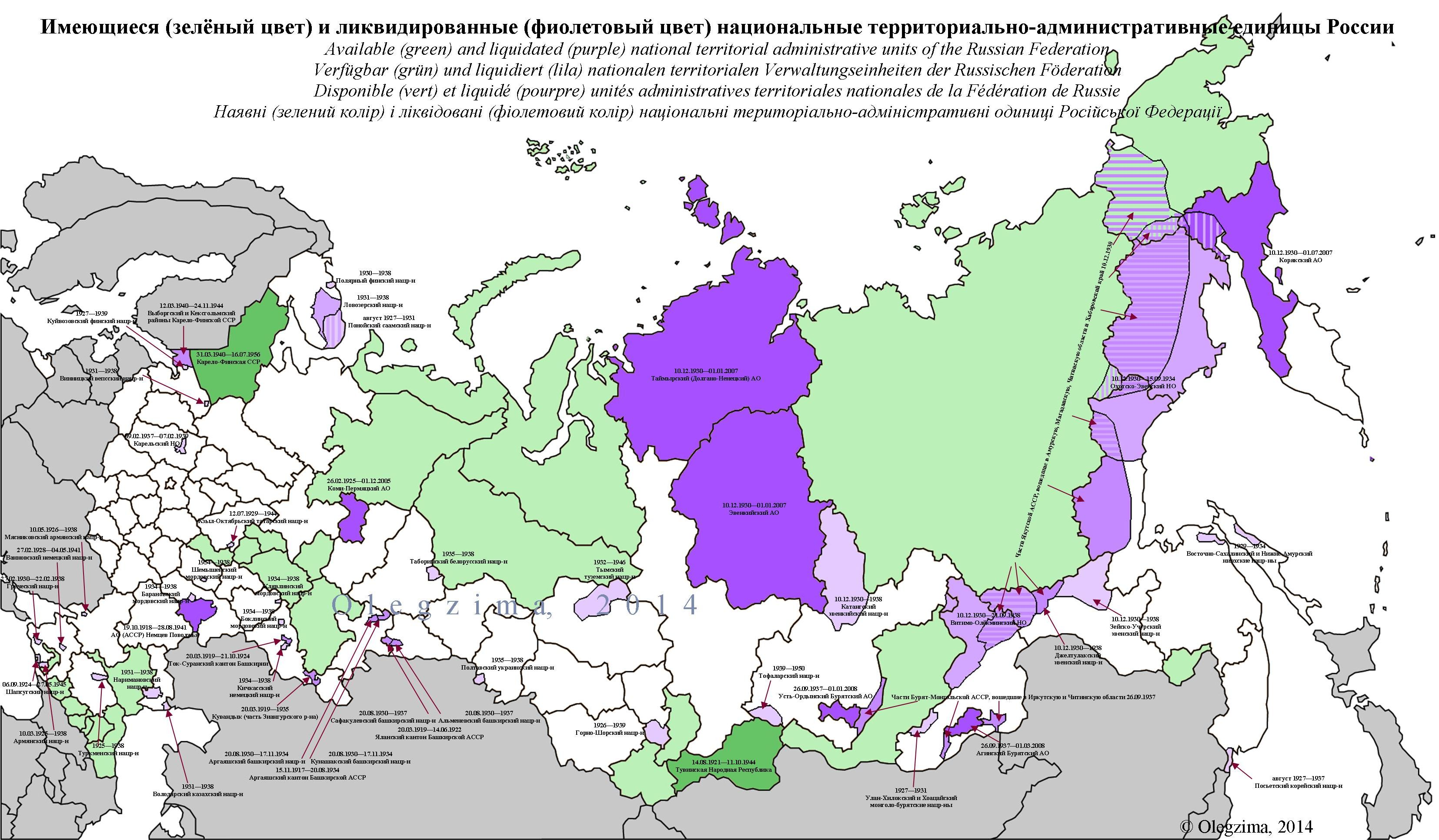
Unità territoriali nazionali della Federazione Russa che sono succedute alla RSFS Russa nel 1991

Con la requisizione legata alle crisi del grano, le carestie, le difficili condizioni economiche, la destabilizzazione internazionale e l'inversione del flusso migratorio nei primi anni '30, l'Unione Sovietica divenne sempre più turbata per la possibile slealtà dei gruppi etnici della diaspora con legami transfrontalieri (soprattutto finlandesi, tedeschi e polacchi), residenti lungo i suoi confini occidentali. Ciò alla fine portò all'avvio della politica repressiva di Stalin nei loro confronti.
Dopo l'introduzione del sistema di passaporti sovietico nel 1932, l'etnia di ogni cittadino adulto (in russo национальность?) era necessariamente registrata sul passaporto. Laddove le nazionalità dei genitori differivano, un cittadino poteva scegliere quale nazionalità registrare sul proprio passaporto. Questa pratica sovietica non esisteva nel precedente Impero russo e fu abolita nella successiva Federazione Russa, ma rimane attualmente legge in altri Stati post-sovietici, tra cui Kazakistan e Uzbekistan.
Il piano dei bolscevichi consisteva nell'identificare la somma totale di tutte le diversità nazionali, culturali, linguistiche e territoriali sotto il loro dominio e stabilire dei criteri scientifici per identificare quali gruppi di persone avevano diritto alla descrizione di "nazione". Questo compito si basava sul lavoro svolto da etnografi e statistici dell'era zarista, nonché su nuove ricerche condotte sotto gli auspici sovietici. Poiché la maggior parte delle persone non sapeva cosa si intendesse per nazione, alcuni di loro davano semplicemente dei nomi quando erano interpellati sul gruppo etnico. Si pensava che molti gruppi fossero biologicamente simili, ma culturalmente distinti. In Asia centrale, molti identificavano la loro "nazione" come "musulmana". In altri casi faceva la differenza la geografia o anche se si viveva in una città rispetto alla campagna. In ogni caso, i dialetti o le lingue costituivano la principale base di distinzione tra le varie nazioni. I risultati erano spesso contraddittori e confusi. Nella sola Asia centrale furono contate più di 150 nazioni. Alcune furono rapidamente subordinate ad altre, con comunità che fino a quel momento erano state contate come "nazioni", e oggi considerate semplicemente tribù. Di conseguenza, il numero delle nazioni si ridusse nel corso dei decenni.